# Lista de astronautas afro-americanos

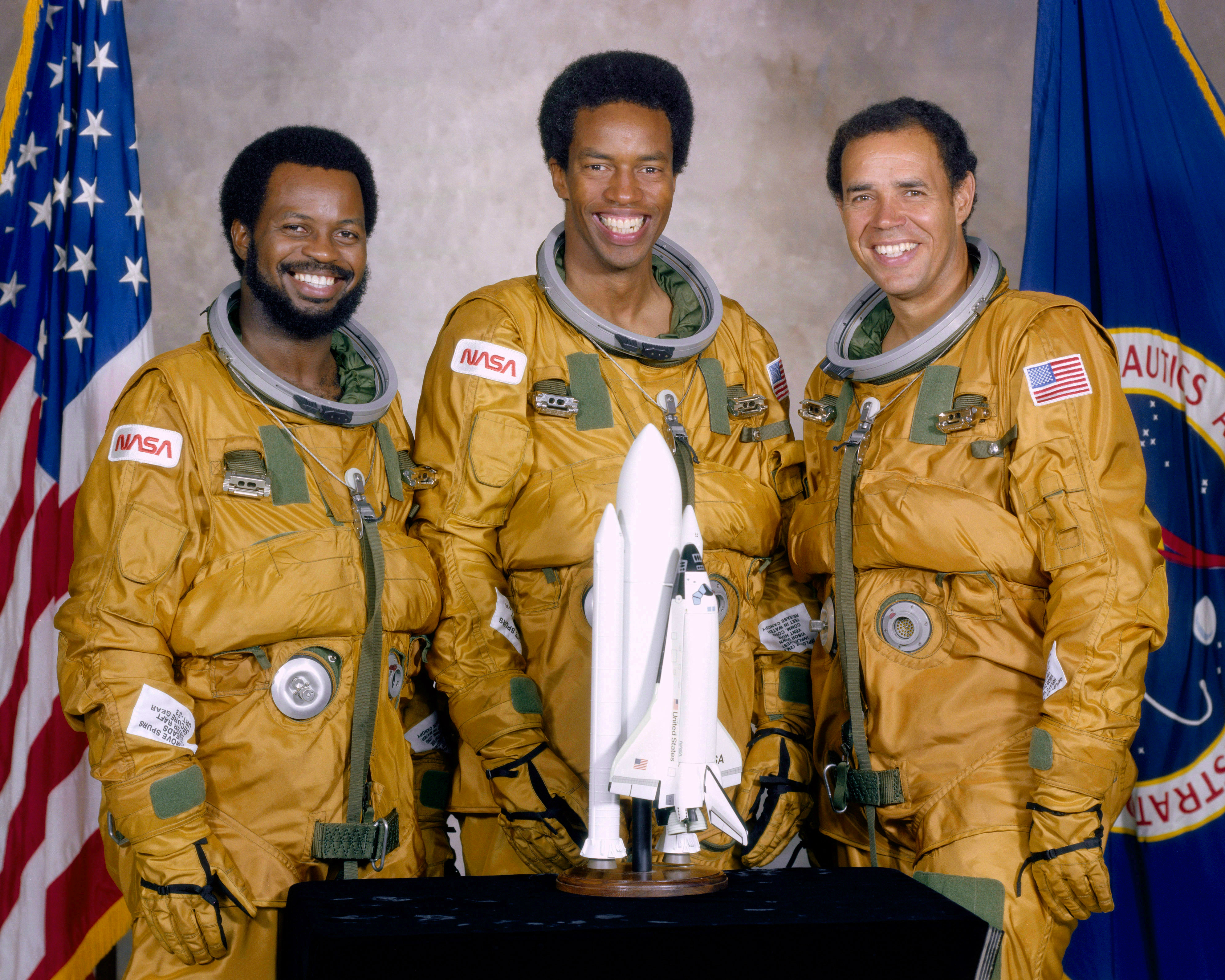
Os três primeiros afro-americanos a viajar para o espaço – Ronald McNair, Guion Bluford e Fred Gregory

Astronautas afro-americanos são norte-americanos descendentes de africanos que viajaram ao espaço ou fizeram parte de um programa de astronautas.

## Astronautas afro-americanos

### Viajaram para o espaço
| #  | Imagem              | Nome & Data de nascimento                                           | Notas | Missões & datas de lançamento | Fontes      |
| -- | ------------------- | ------------------------------------------------------------------- | --- | --- | ----------- |
| 1  |                     | Guion Bluford 22 de novembro de 1942                                | Primeiro astronauta afro-americano no espaço                                                                            | - STS-8 (30 de agosto de 1983) - STS-61-A (30 de outubro de 1985) - STS-39 (28 de abril de 1991) - STS-53 (2 de dezembro de 1992)  | [ 1 ]       |
| 2  |                     | Ronald McNair 21 de outubro de 1950 †28 de janeiro de 1986          | Primeiro Baháʼí no espaço; morreu no acidente do ônibus espacial Challenger                                             | - STS-41-B (3 de fevereiro de 1984) - STS-51-L (28 de janeiro de 1986)                                                             | [ 1 ]       |
| 3  |                     | Frederick Gregory 7 de janeiro de 1941                              | Primeiro afro-americano a pilotar e comandar uma missão de ônibus espacial; Administrador da NASA interino, 2005        | - STS-51-B (29 de abril de 1985) - STS-33 (22 de novembro de 1989) - STS-44 (24 de novembro de 1991)                               | [ 1 ]       |
| 4  |                     | Charles Bolden 19 de agosto de 1946                                 | Administrador da NASA, 17 de julho de 2009 – 20 de janeiro de 2017                                                      | - STS-61-C (12 de janeiro de 1986) - STS-31 (24 de abril de 1990) - STS-45 (24 de março de 1992) - STS-60 (3 de fevereiro de 1994) | [ 1 ]       |
| 5  |                     | Mae Jemison 17 de outubro de 1956                                   | Primeira mulher afro-americana no espaço                                                                                | - STS-47 (12 de setembro de 1992)                                                                                                  | [ 1 ]       |
| 6  |                     | Bernard A. Harris Jr. 26 de junho de 1956                           | Primeiro afro-americano a caminhar no espaço                                                                            | - STS-55 (26 de abril de 1993) - STS-63 (3 de fevereiro de 1995)                                                                   | [ 1 ]       |
| 7  |                     | Winston Scott 6 de agosto de 1950                                   | Veterano de três caminhadas espaciais                                                                                   | - STS-72 (11 de janeiro de 1996) - STS-87 (19 de novembro de 1997)                                                                 | [ 1 ]       |
| 8  |                     | Robert Curbeam 5 de março de 1962                                   | Veterano de sete caminhadas espaciais                                                                                   | - STS-85 (7 de agosto de 1997) - STS-98 (7 de fevereiro de 2001) - STS-116 (9 de dezembro de 2006)                                 | [ 1 ]       |
| 9  |                     | Michael P. Anderson 25 de dezembro de 1959 †1º de fevereiro de 2003 | Morreu no acidente do ônibus espacial Columbia                                                                          | - STS-89 (22 de janeiro de 1998) - STS-107 (16 de janeiro de 2003)                                                                 | [ 1 ]       |
| 10 |                     | Stephanie Wilson 27 de setembro de 1966                             | | - STS-121 (4 de julho de 2006) - STS-120 (23 de outubro de 2007) - STS-131 (5 de abril de 2010)                                    | [ 1 ]       |
| 11 |                     | Joan Higginbotham 3 de agosto de 1964                               | | - STS-116 (9 de dezembro de 2006)                                                                                                  | [ 1 ]       |
| 12 |                     | Alvin Drew 5 de novembro de 1962                                    | Veterano de duas caminhadas espaciais, 28 de fevereiro e 2 de março de 2011                                             | - STS-118 (8 de agosto de 2007) - STS-133 (24 de fevereiro de 2011)                                                                | [ 1 ]       |
| 13 |                     | Leland Melvin 15 de fevereiro de 1964                               | Administrador Associado para Educação da NASA                                                                           | - STS-122 (7 de fevereiro de 2008) - STS-129 (16 de novembro de 2009)                                                              | [ 1 ]       |
| 14 |                     | Robert Satcher 22 de setembro de 1965                               | EVA 19 de novembro e 23 de novembro de 2009                                                                             | - STS-129 (16 de novembro de 2009)                                                                                                 | [ 1 ]       |
| 15 |                     | Victor Glover 30 de abril de 1976                                   | Juntou-se à Expedição 64 da ISS como o primeiro afro-americano em uma expedição da ISS                                  | - SpaceX Crew-1 (15 de novembro de 2020)                                                                                           | [ 2 ] [ 3 ] |
| 16 |                     | Sian Proctor 28 de março de 1970                                    | Primeira piloto de espaçonave afro-americana, como parte da Inspiration4. Primeira astronauta comercial afro-americano. | - Inspiration4 (16 de setembro de 2021)                                                                                            |             |
| 17 |                     | Michael Strahan 21 de novembro de 1971                              | Primeiro turista espacial afro-americano                                                                                | - Blue Origin NS-19 (11 de dezembro de 2021)                                                                                       |             |
| 18 |                     | Jessica Watkins 14 de maio de 1988                                  | Primeira mulher afro-americana a ser integrante da tripulação da expedição da ISS                                       | - SpaceX Crew-4 (27 de abril de 2022)                                                                                              |             |
| 19 | Ficheiro:Jaison.png | Jaison Robinson 25 de setembro de 1980                              | | - Blue Origin NS-21 (4 de junho de 2022)                                                                                           |             |

### Nunca viajaram para o espaço
| Imagem | Nome Data de nascimento                                           | Notas | Fontes |
| ------ | ----------------------------------------------------------------- | --- | ------ |
|        | Robert Henry Lawrence 2 de outubro de 1935 †8 de dezembro de 1967 | Primeiro astronauta afro-americano; selecionado para treinamento de astronauta em 1967 para o programa MOL; morreu em um acidente de avião | [ 4 ]  |
|        | Livingston L. Holder Jr. 29 de setembro de 1956                   | Astronauta da USAF no Programa de Engenharia de Voo Espacial Tripulado | [ 5 ]  |
|        | Michael E. Belt 9 de setembro de 1957                             | Astronauta, especialista em carga do TERRA SCOUT – US Army Project; aposentou-se em 12 de janeiro de 1991. Embora não tenha voado em nenhuma missão de ônibus espacial durante seu tempo como astronauta, ele foi o especialista de carga útil reserva de Thomas Hennen para a missão STS-44 que implantou um satélite militar, passando por um treinamento de nove meses para a função. Ele foi selecionado como astronauta através do programa Terra Scout do Exército, que foi criado especificamente para dar suporte à STS-44. | [ 8 ]  |
|        | Yvonne Cagle 24 de abril de 1959                                  | Na gestão da NASA | [ 8 ]  |
|        | Jeanette J. Epps 2 de novembro de 1970                            | Em 25 de agosto de 2020, a NASA anunciou que Epps se juntaria ao Boeing Starliner-1, a primeira missão operacional do CST-100 Starliner da Boeing para a Estação Espacial Internacional. | [ 8 ]  |

## Frequentemente citado como o primeiro candidato a astronauta afro-americano
| Imagem | Nome Data de nascimento         | Notas | Fontes |
| ------ | ------------------------------- | --- | ------ |
|        | Ed Dwight 9 de setembro de 1933 | Ed Dwight chegou à segunda rodada de um programa da Força Aérea do qual a NASA selecionou astronautas, mas não foi selecionado pela NASA para ser um astronauta. Renunciou à Força Aérea em 1966 devido à política racial. Em julho de 1961, Frederick Dutton, assistente especial do presidente, escreveu a Adam Yarmolinsky, assistente especial do secretário de defesa para dizer que era importante "que para fins simbólicos de cruzar as fronteiras do espaço, este país tivesse membros qualificados de origens minoritárias". Pouco depois, o general Curtis LeMay, chefe da força aérea, disse a Chuck Yeager, que dirigia a Aerospace Research Pilot School (ARPS) na Base Aérea Edwards que, "[o procurador-geral] Bobby Kennedy quer um negro no espaço. Coloque um em seu curso." Essa comunicação colocou Ed Dwight em uma carreira que poderia tê-lo enviado para o espaço sideral. Dwight passou para a Fase II do ARPS, mas não foi selecionado pela NASA para ser um astronauta. | [ 10 ] |